# Ronny Karlsson
För musikern med samma namn, se Ronny Carlsson (1951–2014)
Bernt Ronny Karlsson, född 30 juli 1943 i Lösens församling i Blekinge län, är en svensk adjunkt och politiker (folkpartist).
Ronny Karlsson var riksdagsersättare för Kronobergs läns valkrets en kortare period 1991. I riksdagen var han suppleant i kulturutskottet.